# Российский сельскохозяйственный центр
Федеральное государственное бюджетное учреждение «Российский сельскохозяйственный центр» (ФГБУ Россельхозцентр) — учреждение, оказывающее государственные услуги (работы) в области растениеводства. Крупнейшая агрономическая сеть с филиалами в 78 субъектах Российской Федерации и более 1200 районными отделами.

## История
Создано в соответствии с распоряжением Правительства Российской Федерации от 5 мая 2007 года № 566-р путём реорганизации в форме слияния 143 федеральных государственных учреждений — 76 Государственной семенной инспекции и 67 территориальных станций защиты растений. Является правопреемником указанных учреждений.
Ранее, в соответствии с распоряжением Правительства Российской Федерации от 13.08.2006 г. № 1114-р (приложение 2), государственным семенным инспекциям было передано 36 территориальных управлений Государственной хлебной инспекции.

## Деятельность

### Государственные работы (для Минсельхоза России)
- сбор, обработка, анализ и обобщение статистических сведений, данных и т. д. в области растениеводства;
- подготовка ежегодного «Обзора фитосанитарного состояния посевов сельскохозяйственных культур в Российской Федерации и прогноза развития вредных объектов»;
- проведение мероприятий по предупреждению и уничтожению вредителей, по предупреждению и борьбе с болезнями растений в целях предотвращения чрезвычайных ситуаций, вызванных локальными природными и иными явлениями.

### Государственные услуги (для юридических и физических лиц)
- определение посевных качеств семян и исследование их на наличие вредителей и возбудителей болезней;
- определение сортовых качеств семян;
- фитосанитарный мониторинг[3], изучение фитосанитарной обстановки на территории Российской Федерации;[4]
- информационные и консультационные услуги в области растениеводства[5].

Кроме того, Россельхозцентр активно продвигает развитие рынка органического сельского хозяйства и биологизацию земледелия, их популяризацию, сохранение экологии Российской Федерации. Учреждение аккредитовано на проведение сертификации органического производства и является крупным производителем биологических средств защиты растений и энтомофагов в стране. Совместно с Ассоциацией Европейского бизнеса ведет широкую работу по организации сбора и утилизации пластиковой тары после использования химических средств защиты растений.
С 2016 года Российский сельскохозяйственный центр назначен Национальным управляющим органом от Российской Федерации по обеспечению участия в Схемах ОЭСР по семенам (стр.35, 3 абз.).
Учреждением осуществляется широкий спектр работ и по другим направлениям развития отечественного растениеводства, обеспечивающим рост урожайности и качества продукции в последние годы.
По результатам исследования (2019) компании Клеффманн Групп среди российских фермеров, Россельхозцентр является наиболее узнаваемым на рынке биопрепаратов России, входит в тройку наиболее популярных источников информации у российских аграриев (2021).
Россельхозцентр является координирующим органом Российской федерации и ФАО по борьбе с саранчовыми вредителями.